# Мальково (Новосибірська область)
Мальково (рос. Мальково) — присілок у Купинському районі Новосибірської області Російської Федерації.
Входить до складу муніципального утворення Чаїнська сільрада. Населення становить 186 осіб (2010).

## Історія
Згідно із законом від 2 червня 2004 року органом місцевого самоврядування є Чаїнська сільрада.

## Населення
| 2002 | 2007 | 2010 | 2012 |
| ---- | ---- | ---- | ---- |
| 256  | ↘234 | ↘218 | ↘186 |